# Заря (Криворожский район)
Заря (укр. Зоря) — село,
Недайводский сельский совет,
Криворожский район,
Днепропетровская область,
Украина.
Код КОАТУУ — 1221884502. Население по переписи 2001 года составляло 102 человека.

## Географическое положение
Село Заря находится в верховьях балки Недайвода, по которой протекает пересыхающий ручей с запрудами,
ниже по течению на расстоянии в 3,5 км расположено село Недайвода.
Рядом проходит железная дорога, станция Красный Забойщик в 2-х км.
В 3-х км от села расположены отвалы пустой породы ОАО «СевГОК».